# توماس ليبييه
توماس ليبييه (بالفرنسية: Thomas Libiih)‏ (مواليد 17 نوفمبر 1967) هو لاعب كرة قدم. يلعب مع منتخب الكاميرون لكرة القدم. سبق له أن لعب في كأس العالم لكرة القدم مع منتخب بلاده.

## روابط خارجية
- توماس ليبييه على موقع الاتحاد الدولي (مؤرشف)  (الإنجليزية)
- توماس ليبييه على موقع قاعدة بيانات كرة القدم.إي يو (الإنجليزية)
- توماس ليبييه على موقع ناشيونال فوتبول تيمز (الإنجليزية)
- توماس ليبييه على موقع عالم كرة القدم.نت (الإنجليزية)